# Рівнина Ліува (національний парк)
Національний парк Рівнина Ліува розташований у Західній провінції Замбії. На місцевій мові «Liuwa» означає «рівнина». Площа парку становить 3,369 км². Ці рівнини спочатку служили місцем полювання для Lubosi Lewanika, (короля) народу Lozi. На початку 1880-х років Лубосі Леваніка оголосив цю територію охоронюваною територією. У 1972 році — Ліува була оголошена національним парком. Некомерційна природоохоронна організація African Parks керує Liuwa у партнерстві з Департаментом національних парків і дикої природи та Barotse Royal Establishment з 2003 року.
На луках Національного парку Ліува живе безліч великих ссавців, у тому числі десятки тисяч блакитних гну, щорічна міграція яких є другою за величиною в Африці. Великі хижаки, що живуть у парку, включають гепарда, плямисту гієну та лева, найвідомішою з яких була мешканка на ім’я Леді Ліува, про яку зняли документальний фільм National Geographic ( Остання левиця ), перш ніж вона померла природною смертю в 2017 році. Леді Ліува довгий час була єдиним левом, який залишився в цьому районі після років надмірного полювання, до того, як Африканські парки взяли на себе управління та інтродукували кількох левів, щоб заохотити відновлення прайду. У парку зареєстровано понад 300 видів птахів. Сьогодні популяції багатьох видів тварин стабілізувалися і почали відновлюватися, після довгого періоду скорочення та локального вимирання протягом 1990-х–2000-х років.

## Історія
До заснування національного парку ця територія служила мисливським угіддям для Любоші Леваніки (1842–1916), який був літунгою (королем або верховним вождем) народу Лозі в Бароцеланді між 1878 і 1916 роками. На початку 1880-х років Лубосі Леваніка оголосив рівнину Ліува охоронюваною територією.
У 1972 році території було надано статус національного парку, і уряд Замбії взяв на себе управління парком. Незважаючи на отримання такого статусу, посилення людського тиску призвело до зростання браконьєрства в парку. Організація "Африканські парки" почали керувати парком у партнерстві з Департаментом національних парків і дикої природи (DNPW) і Королівським закладом Бароце (BRE) з 2003 року . Зацікавленість місцевих жителів у збереженні парку та його дикої природи згодом зросла, оскільки управління покращило зв’язок парку з  місцевими жителями.

## Туризм
До недавнього часу відвідування парку було обмеженим, у 2000 році Ліува відвідало його лише 50 туристів, а у 2014 році — менше 800 осіб  . African Parks і Norman Carr Safaris відкрили розкішний будиночок і вертолітну службу, щоб зробити парк більш доступним для туристів. Сафарі-компанія співпрацювала з African Parks, щоб профінансувати котедж вартістю 1,6 мільйона доларів США. King Lewanika Lodge, названий на честь колишньої Літунги, може вмістити п'ятнадцять гостей і включає шість вілл, одна з яких має дві спальні. У 2016 році Proflight оголосив про плани регулярних рейсів між Лусакою та Калабо, що ще більше покращить доступ до парку.

## Флора і фауна
Рівнина Ліува розташована в межах річкової заплави. Парк складається з луків розміром приблизно 72 на 32 км, всіяні пальмами рафії та невеликими лісами. Зареєстровані види трав включають Echinochloa stagnina та Vossia cuspidata, які важливі для випасу травоїдних тварин, а також Baikiaea plurijuga Guibourtia coleosperma, Peltophorum africanum, Terminalia sericea та різні типи Hyphaene.

### Ссавці
Ліува є домом для різноманітних ссавців, у тому числі буйволів, звичайних канн, звичайних тцесебе, орібі, червоних лечве, редунг, чалих антилоп і мігруючих блакитних антилоп гну , які збираються десятками тисяч. Міграція антилоп гну Ліува є другою за величиною в Африці.
Опитування, проведене в 1991 році, зафіксувало 30 000 блакитних антилоп гну, 800 тцесебе, 1 000 зебр і 10 000 інших великих ссавців, включаючи буйвола, канна, орібі, червоного лехве, редунгу і ситатунга. Подальші дослідження показали значне скорочення популяції з можливим викоріненням буйвола, канна та антилопи чалої. Однак покращення захисту з 2003 року стабілізувало популяції. Канна та буйвола було знову інтродуковано, а популяція зебри зросла до понад 4000 особин.
Серед хижаків зустрічаються — гепард, леопард, лев, сервал, африканська дика собака та плямиста гієна. За даними некомерційної природоохоронної організації African Parks, усі леви в парку, крім одного, були знищені протягом 1990-х років через браконьєрство та трофейне полювання. Самотня левиця Ліуви, відома як леді Ліува, вперше була ідентифіковани у парку в 2002 році . Відтоді організація очолила впровадження кількох додаткових левів, щоб відновити племінний прайд у Ліува, де станом на 2022 рік є 16 левів.
Наприкінці 2021 року до парку було переселено 11 африканських диких собак (вісім самців із Південної Африки та три самки з національного парку Кафуе ).
Менші всеїдні тварини в Ліува включають смугастого мангуста та смугастого шакала.

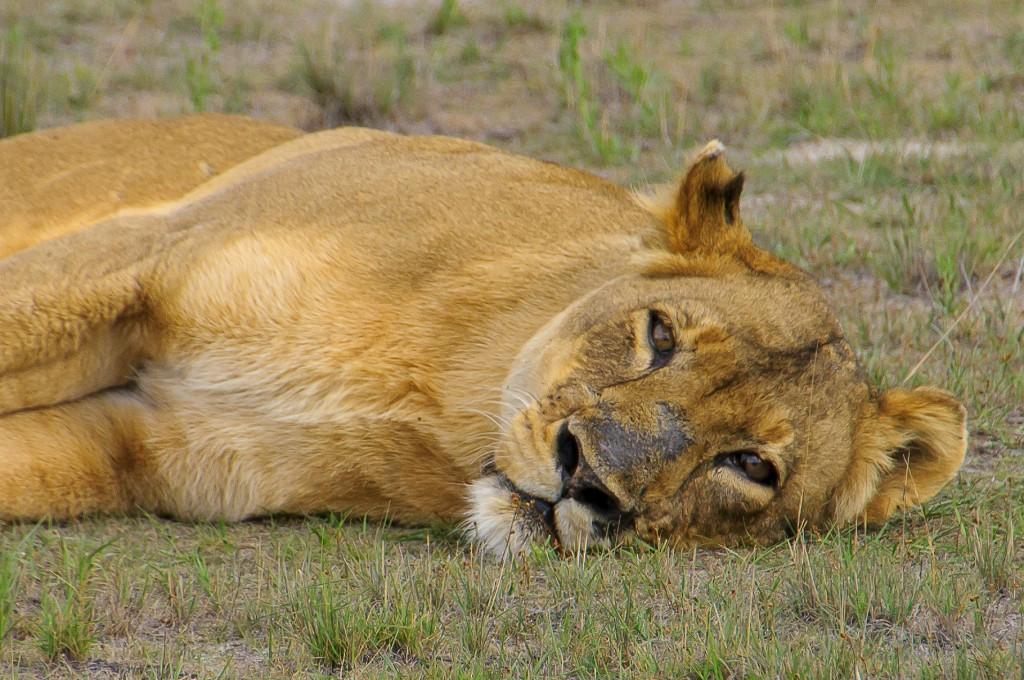
Найвідомішою мешканкою парку була левиця на ім’я Леді Ліува (2012 рік), яка померла природною смертю в 2017 році.

Леді Ліува була найвидатнішою мешканкою парку   і була предметом документального фільму National Geographic, випущеного в 2010 році. Згідно з фольклором, левиця була реінкарнацією Мамбеті, члена племені Лозі, яка жила і померла в парку, і була бабусею кількох співробітників, які все ще працювали в парку, станом на 2016 рік.
У 2008 році після того, як жоден лев не повернувся до парку природним шляхом, Африканські парки спробували привезти самця лева, але він помер під час переселення. Двоє інших самців були повторно інтродуковані в 2009 році. Повідомляється, що вони обидва спаровувалися з леді Ліува, але вона була безплідною. Два леви-самці залишили Ліуву та попрямували до Анголи; одного вбили місцеві жителі, а інший, Накава, повернувся в парк самостійно. Дві левиці були переселені з національного парку Кафуе в Ліува в 2011 році; одну з них було вбито у 2012 році, а іншу, довелося повертати до парку після її втечі з цього району.  Пізніше самець був убитий, але він встиг залишити потомство.
У вересні 2016 року в рамках спільного проекту між Африканськими парками, природоохоронною організацією Mushingashi, Програмою м’ясоїдних тварин Замбії та Департаментом національних парків і дикої природи Замбії (DPNW) на рівнину Ліува з Національного парку Кафуе був привезений ще один лев-самець.

### Птахи
334 види птахів, включаючи різні види хижих птахів, дрохв, журавлів, пеліканів, лелек, було зареєстровано в Національному парку Ліува.